# دنیاگیری کووید-۱۹ در جمهوری چک
دنیاگیری کووید-۱۹ در جمهوری چک بخشی از دنیاگیری بیماری کروناویروس ۲۰۱۹ در جهان است. اولین مورد تأیید شده در جمهوری چک در ۱ مارس ۲۰۲۰ در شهر پراگ اعلام شد.